# Alessandro Gazzi
Alessandro Carlo Gazzi est un footballeur italien (né à Feltre en province de Belluno, le 28 janvier 1983), évoluant au poste de milieu de terrain.

## Biographie
Il débute dans le club de la petite ville de Santa Giustina, la Plavis, avant de passer à la Montebelluna, avant de passer au centre de formation de la Lazio de Rome. En 2000-2001, il passe une saison à Treviso, club avec lequel il débute en Serie B à 18 ans : le club termine 17e et est rétrogradé avant d'être repêché. Gazzi joue deux matchs. Après deux saisons passées à la Lazio de Rome où il est cantonné aux équipes jeunes, il signe à la Viterbese en Serie C1. Là, il va être protagoniste d'un championnat où il fera preuve d'une grande régularité, inscrivant 1 but en 31 matchs. Il participe à la 3e place obtenue par le club, sorti en finale de play-off par le FC Crotone (0-0, 0-3). Mais à cause de problèmes financiers, le club ne peut s'inscrire en Serie C1 et repart de la Serie C2. Libre de tout contrat, Gazzi s'engage avec l'AS Bari en Serie B, suivi par son entraîneur Guido Carboni et ses coéquipiers Vincenzo Santoruvo et Lorenzo Sibilano.
Dans le club des Pouilles, il devient très vite un joueur important au milieu de terrain, où il inscrit 3 buts en 34 matchs et où il offre des prestations très régulières. Lors de sa première saison, 2004-05 l'équipe termine 10e. Il confirme ses qualités la saison suivante (1 but en 35 matchs), l'équipe est 13e. Lors de la saison 2006-07, il passe la première partie toujours sous les couleurs de l'AS Bari (17 matchs, 0 buts) avant de passer en copropriété à la Reggina Calcio, en Serie A, lors du mercato hivernal. Il va ainsi faire ses débuts dans l'élite et participer au sauvetage inespéré du club parti avec 11 points de pénalité. L'équipe termine finalement 14e, même si Gazzi ne joue que 9 matchs. En mai, il obtient le titre de citoyen d'honneur de Reggio de Calabre.
À l'été 2007, c'est l'AS Bari qui met le plus de sous pour récupérer l'intégralité du contrat du joueur. Gazzi retourne donc en Serie B. Lors de la saison 2007-08, Gazzi récupère sans mal son poste de titulaire au milieu de terrain jouant 37 matchs pour 1 but contre le Modène FC lors de la 37e journée. Le club termine 11e. Toujours en tant que titulaire (39 matchs, sans buts), il participe à la remontée du club dans l'élite au terme de la saison 2008-09, le club remportant la Serie B. C'est donc après 5 saisons avec le club qui lui a donné sa chance qu'il peut en défendre les couleurs dans l'élite. Membre essentiel de l'équipe, il confirme en Serie A ses grandes qualités où il joue 32 matchs sans buts, participant à faire de l'AS Bari, 10e, l'équipe surprise du championnat.
En juillet 2012, il signe en faveur du Torino FC contre la somme de 2,5 millions d'euros. Un an plus tard il s'engage à Palerme (montant du transfert : 700 000€) avant de terminer sa carrière à l'US Alexandrie entre 2017 et 2021.

## Palmarès
- 1 championnat de Serie B (D2) : 2009 avec l'AS Bari